# 斯坦氏短吻獅子魚
斯坦氏短吻獅子鱼，为輻鰭魚綱鮋形目杜父魚亞目狮子鱼科的其中一種。分布於東南太平洋區的智利海域及南冰洋雪特蘭群島南部海域，屬深海魚類，棲息在水深429至583公尺的水域，生活習性不明。